# 2021年のNFLドラフト
2021年のNFLドラフトは86回目のNFLドラフト。2021年4月29日から5月1日までの3日間オハイオ州クリーブランドで開催された。NFL32チームから合計259名の選手が指名された。2020年のレギュラーシーズンの成績及びプレーオフの成績に基づき、完全ウェーバー制でジャクソンビル・ジャガーズが最初の指名権を得て、クレムソン大学のトレバー・ローレンスを全体1位で指名した。

## 開催地決定の経緯
2019年5月22日に行われたNFL春季リーグミーティングで開催地が決定した。2020年の開催地がラスベガスに決定した後、2019年のドラフトで残った最終候補から、クリーブランドとカンザスシティがそれぞれ2021年と2023年の開催地として発表された。

## 概要

### COVID-19
新型コロナウイルス流行に伴い、選手、報道陣、観客などの人数を制限して開催された。

### ドラフト指名数
通常の32チーム7巡の指名数224に加え、フリーエージェントで失った選手に対する補償ドラフトの指名数が33(通常は32だが、誤った計算結果が一時発表されたため特例で追加されて33、指名順位の後の*で示す)、今シーズンから始まったマイノリティ雇用に対する補償ドラフトが4(指名順位の後のxで示す)、そして規則違反に対する剥奪が2件あり、トータルでは259件の指名数が用意された。
指名された259件のうち123件がドラフト前、あるいはドラフト中に譲渡された。

## 指名選手
指名された259人のポジションごとの人数は次のとおりである。
- 38 コーナーバック
- 36 ワイドレシーバー
- 33 ディフェンシブエンド
- 25 オフェンシブタックル
- 22 ラインバッカー
- 21 セイフティ
- 19 ディフェンシブタックル
- 18 ランニングバック
- 13 オフェンシブガード
- 11 タイトエンド
- 10 クォーターバック
- 8 センター
- 2 ロングスナッパー
- 1 フルバック
- 1 プレースキッカー
- 1 パンター

### 1巡指名選手
| 指名順位 | チーム                                 | 選手名                     | ポジション | 出身大学               |
| 1        | ジャクソンビル・ジャガーズ             | トレバー・ローレンス       | QB         | クレムソン大学         |
| 2        | ニューヨーク・ジェッツ                 | ザック・ウィルソン         | QB         | BYU                    |
| 3        | サンフランシスコ・フォーティナイナーズ | トレイ・ランス             | QB         | ノースダコタ州立大学   |
| 4        | アトランタ・ファルコンズ               | カイル・ピッツ             | TE         | フロリダ大学           |
| 5        | シンシナティ・ベンガルズ               | ジャマール・チェイス       | WR         | LSU                    |
| 6        | マイアミ・ドルフィンズ                 | ジェイレン・ワドル         | WR         | アラバマ大学           |
| 7        | デトロイト・ライオンズ                 | ペネイ・スウェル           | OT         | オレゴン大学           |
| 8        | カロライナ・パンサーズ                 | ジェイシー・ホーン         | CB         | サウスカロライナ大学   |
| 9        | デンバー・ブロンコス                   | パトリック・サーテイン2世  | CB         | アラバマ大学           |
| 10       | フィラデルフィア・イーグルス           | デボンタ・スミス           | WR         | アラバマ大学           |
| 11       | シカゴ・ベアーズ                       | ジャスティン・フィールズ   | QB         | オハイオ州立大学       |
| 12       | ダラス・カウボーイズ                   | マイカ・パーソンズ         | LB         | ペンシルベニア州立大学 |
| 13       | ロサンゼルス・チャージャーズ           | ラショーン・スレーター     | OT         | ノースウェスタン大学   |
| 14       | ニューヨーク・ジェッツ                 | アライジャ・ベラ＝タッカー | OG         | USC                    |
| 15       | ニューイングランド・ペイトリオッツ     | マック・ジョーンズ         | QB         | アラバマ大学           |
| 16       | アリゾナ・カージナルス                 | ゼイベン・コリンズ         | LB         | タルサ大学             |
| 17       | ラスベガス・レイダース                 | アレックス・レザーウッド   | OT         | アラバマ大学           |
| 18       | マイアミ・ドルフィンズ                 | ジェイレン・フィリップス   | DE         | マイアミ大学 (FL)      |
| 19       | ワシントン・フットボールチーム         | ジャーミン・デービス       | CB         | ケンタッキー大学       |
| 20       | ニューヨーク・ジャイアンツ             | カダリアス・トニー         | WR         | フロリダ大学           |
| 21       | インディアナポリス・コルツ             | クイティ・ペイ             | DE         | ミシガン大学           |
| 22       | テネシー・タイタンズ                   | ケイレブ・ファーリー       | CB         | バージニア工科大学     |
| 23       | ミネソタ・バイキングス                 | クリスチャン・ダリソー     | OT         | バージニア工科大学     |
| 24       | ピッツバーグ・スティーラーズ           | ナジー・ハリス             | RB         | アラバマ大学           |
| 25       | ジャクソンビル・ジャガーズ             | トラビス・イティエン       | RB         | クレムソン大学         |
| 26       | クリーブランド・ブラウンズ             | グレッグ・ニューサム2世    | CB         | ノースウェスタン大学   |
| 27       | ボルチモア・レイブンズ                 | ラショッド・ベイトマン     | WR         | ミネソタ大学           |
| 28       | ニューオーリンズ・セインツ             | ペイトン・ターナー         | DE         | ヒューストン大学       |
| 29       | グリーンベイ・パッカーズ               | エリック・ストークス       | CB         | ジョージア大学         |
| 30       | バッファロー・ビルズ                   | グレゴリー・ルソー         | DE         | マイアミ大学           |
| 31       | ボルチモア・レイブンズ                 | オダフェ・オウェ           | DE         | ペンシルベニア州立大学 |
| 32       | タンパベイ・バッカニアーズ             | ジョー・トライオン         | DE         | ワシントン大学         |

### 2巡指名選手
| 指名順位 | チーム                                 | 選手名                           | ポジション | 出身大学               |
| 33       | ジャクソンビル・ジャガーズ             | タイソン・キャンベル             | CB         | ジョージア大学         |
| 34       | ニューヨーク・ジェッツ                 | イライジャ・ムーア               | WR         | ミシシッピ大学         |
| 35       | デンバー・ブロンコス                   | ジャボンテ・ウィリアムズ         | RB         | ノースカロライナ大学   |
| 36       | マイアミ・ドルフィンズ                 | ジェボン・ホーランド             | S          | オレゴン大学           |
| 37       | フィラデルフィア・イーグルス           | ランドン・ディッカーソン         | C          | アラバマ大学           |
| 38       | ニューイングランド・ペイトリオッツ     | クリスチャン・バルモア           | DT         | アラバマ大学           |
| 39       | シカゴ・ベアーズ                       | テベン・ジェンキンス             | OT         | オクラホマ州立大学     |
| 40       | アトランタ・ファルコンズ               | リッチー・グラント               | S          | セントラルフロリダ大学 |
| 41       | デトロイト・ライオンズ                 | リーバイ・オンウズリケ           | DT         | ワシントン大学         |
| 42       | マイアミ・ドルフィンズ                 | リアム・エイシェンバーグ         | OT         | ノートルダム大学       |
| 43       | ラスベガス・レイダース                 | トレボン・モーリグ               | S          | TCU                    |
| 44       | ダラス・カウボーイズ                   | ケルビン・ジョセフ               | CB         | ケンタッキー大学       |
| 45       | ジャクソンビル・ジャガーズ             | ウォーカー・リトル               | OT         | スタンフォード大学     |
| 46       | シンシナティ・ベンガルズ               | ジャクソン・カーマン             | OT         | クレムソン大学         |
| 47       | ロサンゼルス・チャージャーズ           | アサンテ・サミュエル・ジュニア   | CB         | フロリダ州立大学       |
| 48       | サンフランシスコ・フォーティナイナーズ | アーロン・バンクス               | OG         | ノートルダム大学       |
| 49       | アリゾナ・カージナルス                 | ロンデール・ムーア               | WR         | パデュー大学           |
| 50       | ニューヨーク・ジャイアンツ             | アジーズ・オジュラーリ           | DE         | ジョージア大学         |
| 51       | ワシントン・フットボールチーム         | サム・コスミ                     | OT         | テキサス大学           |
| 52       | クリーブランド・ブラウンズ             | ジェレアイア・オウス＝コラモーア | LB         | ノートルダム大学       |
| 53       | テネシー・タイタンズ                   | ディロン・ラダンズ               | OT         | ノースダコタ州立大学   |
| 54       | インディアナポリス・コルツ             | ダヨ・オディンボ                 | DE         | ヴァンダービルト大学   |
| 55       | ピッツバーグ・スティーラーズ           | パット・フライヤームース         | TE         | ペンシルベニア州立大学 |
| 56       | シアトル・シーホークス                 | ドウェイン・エクスリッジ         | WR         | 西ミシガン大学         |
| 57       | ロサンゼルス・ラムズ                   | トゥトゥ・アトウェル             | WR         | ルイビル大学           |
| 58       | カンザスシティ・チーフス               | ニック・ボルトン                 | LB         | ミズーリ大学           |
| 59       | カロライナ・パンサーズ                 | テランス・マーシャル             | WR         | LSU                    |
| 60       | ニューオーリンズ・セインツ             | ピート・ワーナー                 | LB         | オハイオ州立大学       |
| 61       | バッファロー・ビルズ                   | カルロス・ベイシャム             | DE         | ウェイクフォレスト大学 |
| 62       | グリーンベイ・パッカーズ               | ジョシュ・マイアーズ             | C          | オハイオ州立大学       |
| 63       | カンザスシティ・チーフス               | クリード・ハンフリー             | C          | オクラホマ大学         |
| 64       | タンパベイ・バッカニアーズ             | カイル・トラスク                 | QB         | フロリダ大学           |

### 3巡指名選手
| 指名順位 | チーム                                 | 選手名                                                       | ポジション                                                   | 出身大学                                                     |
| 65       | ジャクソンビル・ジャガーズ             | アンドレ・シスコ                                             | S                                                            | シラキュース大学                                             |
| 66       | ミネソタ・バイキングス                 | ケレン・モンド                                               | QB                                                           | テキサスA&M大学                                              |
| 67       | ヒューストン・テキサンズ               | デービス・ミルズ                                             | QB                                                           | スタンフォード大学                                           |
| 68       | アトランタ・ファルコンズ               | ジェイレン・メイフィールド                                   | OT                                                           | ミシガン大学                                                 |
| 69       | シンシナティ・ベンガルズ               | ジョセフ・オサイ                                             | DE                                                           | テキサス大学                                                 |
| 70       | カロライナ・パンサーズ                 | ブレイディ・クリステンセン                                   | OT                                                           | BYU                                                          |
| 71       | ニューヨーク・ジャイアンツ             | アーロン・ロビンソン                                         | CB                                                           | セントラルフロリダ大学                                       |
| 72       | デトロイト・ライオンズ                 | アリム・マクニール                                           | DT                                                           | ノースカロライナ州立大学                                     |
| 73       | フィラデルフィア・イーグルス           | ミルトン・ウィリアムズ                                       | DT                                                           | ルイジアナ工科大学                                           |
| 74       | ワシントン・フットボールチーム         | ベンジャミン・サン＝ジュスト                                 | CB                                                           | ミネソタ大学                                                 |
| 75       | ダラス・カウボーイズ                   | オーサ・オデギズーワ                                         | DT                                                           | UCLA                                                         |
| 76       | ニューオーリンズ・セインツ             | ポールソン・アデボ                                           | CB                                                           | スタンフォード大学                                           |
|          | ニューイングランド・ペイトリオッツ     | 2019年のベンガルズ戦、ブラウンズ戦の違法撮影により指名権剥奪 | 2019年のベンガルズ戦、ブラウンズ戦の違法撮影により指名権剥奪 | 2019年のベンガルズ戦、ブラウンズ戦の違法撮影により指名権剥奪 |
| 77       | ロサンゼルス・チャージャーズ           | ジョシュ・パーマー                                           | WR                                                           | テネシー大学                                                 |
| 78       | ミネソタ・バイキングス                 | チャズ・スラット                                             | LB                                                           | ノースカロライナ大学                                         |
| 79       | ラスベガス・レイダース                 | マルコム・クーンス                                           | DE                                                           | バッファロー大学                                             |
| 80       | ラスベガス・レイダース                 | ディバイン・ディアブロ                                       | LB                                                           | バージニア工科大学                                           |
| 81       | マイアミ・ドルフィンズ                 | ハンター・ロング                                             | TE                                                           | ボストンカレッジ                                             |
| 82       | ワシントン・フットボールチーム         | ディヤミ・ブラウン                                           | WR                                                           | ノースカロライナ大学                                         |
| 83       | カロライナ・パンサーズ                 | トミー・トレンブル                                           | TE                                                           | ノートルダム大学                                             |
| 84       | ダラス・カウボーイズ                   | チャウンシー・ゴルストン                                     | DE                                                           | アイオワ大学                                                 |
| 85       | グリーンベイ・パッカーズ               | アマリ・ロジャース                                           | WR                                                           | クレムソン大学                                               |
| 86       | ミネソタ・バイキングス                 | ワイアット・デービス                                         | OG                                                           | オハイオ州立大学                                             |
| 87       | ピッツバーグ・スティーラーズ           | ケンドリック・グリーン                                       | C                                                            | イリノイ大学                                                 |
| 88       | サンフランシスコ・フォーティナイナーズ | トリー・セーモン                                             | RB                                                           | オハイオ州立大学                                             |
| 89       | ヒューストン・テキサンズ               | ニコ・コリンズ                                               | WR                                                           | ミシガン大学                                                 |
| 90       | ミネソタ・バイキングス                 | パトリック・ジョーンズ2世                                    | DE                                                           | ピッツバーグ大学                                             |
| 91       | クリーブランド・ブラウンズ             | アンソニー・シュウォルツ                                     | WR                                                           | オーバーン大学                                               |
| 92       | テネシー・タイタンズ                   | モンティ・ライス                                             | LB                                                           | ジョージア大学                                               |
| 93       | バッファロー・ビルズ                   | スペンサー・ブラウン                                         | OT                                                           | 北アイオワ大学                                               |
| 94       | ボルチモア・レイブンズ                 | ベン・クリーブランド                                         | OG                                                           | ジョージア大学                                               |
| 95       | タンパベイ・バッカニアーズ             | ロバート・ヘインシー                                         | OT                                                           | ノートルダム大学                                             |
| 96*      | ニューイングランド・ペイトリオッツ     | ロニー・パーキンス                                           | DE                                                           | オクラホマ大学                                               |
| 97*      | ロサンゼルス・チャージャーズ           | トレー・マキティー                                           | TE                                                           | ジョージア大学                                               |
| 98*      | デンバー・ブロンコス                   | クイン・マイナーズ                                           | C                                                            | ウィスコンシン大学ホワイトウォーター校                       |
| 99*      | ダラス・カウボーイズ                   | ナーション・ライト                                           | CB                                                           | オレゴン州立大学                                             |
| 100*     | テネシー・タイタンズ                   | イライジャ・モールデン                                       | CB                                                           | ワシントン大学                                               |
| 101*     | デトロイト・ライオンズ                 | イファトゥ・メリンフォヌ                                     | CB                                                           | シラキュース大学                                             |
| 102x     | サンフランシスコ・フォーティナイナーズ | アンブリー・トーマス                                         | CB                                                           | ミシガン大学                                                 |
| 103x     | ロサンゼルス・ラムズ                   | アーネスト・ジョーンズ                                       | LB                                                           | サウスカロライナ大学                                         |
| 104x     | ボルチモア・レイブンズ                 | ブランドン・スティーブンス                                   | CB                                                           | SMU                                                          |
| 105x     | デンバー・ブロンコス                   | バロン・ブラウニング                                         | LB                                                           | オハイオ州立大学                                             |

### 4巡指名選手
| 指名順位 | チーム                             | 選手名                       | ポジション | 出身大学                     |
| 106      | ジャクソンビル・ジャガーズ         | ジェイ・トゥフィール         | DT         | USC                          |
| 107      | ニューヨーク・ジェッツ             | マイケル・カーター           | RB         | ノースカロライナ大学         |
| 108      | アトランタ・ファルコンズ           | ダレン・ホール               | CB         | サンディエゴ州立大学         |
| 109      | テネシー・タイタンズ               | デズ・フィッツパトリック     | WR         | ルイビル大学                 |
| 110      | クリーブランド・ブラウンズ         | ジェームズ・ハドソン         | OT         | シンシナティ大学             |
| 111      | シンシナティ・ベンガルズ           | キャメロン・サンプル         | DE         | テュレーン大学               |
| 112      | デトロイト・ライオンズ             | エイモン＝ラ・セントブラウン | WR         | USC                          |
| 113      | デトロイト・ライオンズ             | デリック・バーンズ           | LB         | パデュー大学                 |
| 114      | アトランタ・ファルコンズ           | ドリュー・ダルマン           | C          | スタンフォード大学           |
| 115      | ダラス・カウボーイズ               | ジャブリル・コックス         | LB         | LSU                          |
| 116      | ニューヨーク・ジャイアンツ         | エラーソン・スミス           | DE         | 北アイオワ大学               |
| 117      | ロサンゼルス・ラムズ               | ボビー・ブラウン3世          | DT         | テキサスA&M大学              |
| 118      | ロサンゼルス・チャージャーズ       | クリス・ランフ2世            | DE         | デューク大学                 |
| 119      | ミネソタ・バイキングス             | キーン・ヌワングー           | RB         | アイオワ州立大学             |
| 120      | ニューイングランド・ペイトリオッツ | ラモンドレ・スティーブンソン | RB         | オクラホマ大学               |
| 121      | ジャクソンビル・ジャガーズ         | ジョーダン・スミス           | DE         | アラバマ大学バーミングハム校 |
| 122      | シンシナティ・ベンガルズ           | タイラー・シェルビン         | DT         | LSU                          |
| 123      | フィラデルフィア・イーグルス       | ゼック・マクファーソン       | CB         | テキサス工科大学             |
| 124      | ワシントン・フットボールチーム     | ジョン・ベイツ               | TE         | ボイシ州立大学               |
| 125      | ミネソタ・バイキングス             | カムリン・バイナム           | S          | カリフォルニア大学           |
| 126      | カロライナ・パンサーズ             | チュバ・ハバード             | RB         | オクラホマ州立大学           |
| 127      | インディアナポリス・コルツ         | ケイレン・グランソン         | TE         | SMU                          |
| 128      | ピッツバーグ・スティーラーズ       | ダン・ムーア                 | OT         | テキサスA&M大学              |
| 129      | タンパベイ・バッカニアーズ         | ジェイロン・ダーデン         | WR         | 北テキサス大学               |
| 130      | ロサンゼルス・ラムズ               | ロバート・ロシェル           | CB         | 中央アーカンソー大学         |
| 131      | ボルチモア・レイブンズ             | タイラン・ウォレス           | WR         | オクラホマ州立大学           |
| 132      | クリーブランド・ブラウンズ         | トミー・トギアイ             | DT         | オハイオ州立大学             |
| 133      | ニューオーリンズ・セインツ         | イアン・ブック               | QB         | ノートルダム大学             |
| 134      | ミネソタ・バイキングス             | ジャナリアス・ロビンソン     | DE         | フロリダ州立大学             |
| 135      | テネシー・タイタンズ               | ラシャド・ウィーバー         | DE         | ピッツバーグ大学             |
| 136      | アリゾナ・カージナルス             | マルコ・ウィルソン           | CB         | フロリダ大学                 |
| 137      | シアトル・シーホークス             | トレ・ブラウン               | CB         | オクラホマ大学               |
| 138*     | ダラス・カウボーイズ               | ジョシュ・ボール             | OT         | マーシャル大学               |
| 139*     | シンシナティ・ベンガルズ           | ディアンテ・スミス           | OT         | 東カロライナ大学             |
| 140*     | ピッツバーグ・スティーラーズ       | バディ・ジョンソン           | LB         | テキサスA&M大学              |
| 141*     | ロサンゼルス・ラムズ               | ジェイコブ・ハリス           | WR         | セントラルフロリダ大学       |
| 142*     | グリーンベイ・パッカーズ           | ロイス・ニューマン           | OG         | ミシシッピ大学               |
| 143*     | ラスベガス・レイダース             | タイリー・ギリスピー         | S          | ミズーリ大学                 |
| 144*     | カンザスシティ・チーフス           | ジョシュア・カインドー       | DE         | フロリダ州立大学             |

### 5巡指名選手
| 指名順位 | チーム                                 | 選手名                       | ポジション | 出身大学                   |
| 145      | ジャクソンビル・ジャガーズ             | ルーク・ファレル             | TE         | オハイオ州立大学           |
| 146      | ニューヨーク・ジェッツ                 | ジェイミエン・シャーウッド   | S          | オーバーン大学             |
| 147      | ヒューストン・テキサンズ               | ブレビン・ジョーダン         | TE         | マイアミ大学 (FL)          |
| 148      | アトランタ・ファルコンズ               | タクオン・グラハム           | DE         | テキサス大学               |
| 149      | シンシナティ・ベンガルズ               | エバン・マクファーソン       | K          | フロリダ大学               |
| 150      | フィラデルフィア・イーグルス           | ケネス・ゲインウェル         | RB         | メンフィス大学             |
| 151      | シカゴ・ベアーズ                       | ラリー・ボロム               | OT         | ミズーリ大学               |
| 152      | デンバー・ブロンコス                   | ケイデン・スターンズ         | S          | テキサス大学               |
| 153      | クリーブランド・ブラウンズ             | トニー・フィールズ           | LB         | ウェストバージニア大学     |
| 154      | ニューヨーク・ジェッツ                 | マイケル・カーター２世       | S          | デューク大学               |
| 155      | サンフランシスコ・フォーティナイナーズ | ジェイロン・ムーア           | OG         | 西ミシガン大学             |
| 156      | ピッツバーグ・スティーラーズ           | アイザイア・ローダーミルク   | DT         | ウィスコンシン大学         |
| 157      | ミネソタ・バイキングス                 | イミア・スミス＝マルセッテ   | WR         | アイオワ大学               |
| 158      | カロライナ・パンサーズ                 | ダビヨン・ニクソン           | DT         | アイオワ大学               |
| 159      | ロサンゼルス・チャージャーズ           | ブレンデン・ジェームズ       | OT         | ネブラスカ大学             |
| 160      | ボルチモア・レイブンズ                 | ショーン・ウェイド           | CB         | オハイオ州立大学           |
| 161      | バッファロー・ビルズ                   | トミー・ドイル               | OT         | マイアミ大学 (OH)          |
| 162      | カンザスシティ・チーフス               | ノア・グレイ                 | TE         | デューク大学               |
| 163      | ワシントン・フットボールチーム         | ダリック・フォレスト         | S          | シンシナティ大学           |
| 164      | デンバー・ブロンコス                   | ジャマー・ジョンソン         | S          | インディアナ大学           |
| 165      | インディアナポリス・コルツ             | ショーン・デービス           | S          | フロリダ大学               |
| 166      | カロライナ・パンサーズ                 | キース・テイラー             | CB         | ワシントン大学             |
| 167      | ラスベガス・レイダース                 | ネイト・ホブス               | CB         | イリノイ大学               |
| 168      | ミネソタ・バイキングス                 | ザック・デビッドソン         | TE         | 中央ミズーリ大学           |
| 169      | クリーブランド・ブラウンズ             | リチャード・ルカウント       | S          | ジョージア大学             |
| 170      | ヒューストン・テキサンズ               | ギャレット・ワロウ           | LB         | テキサス・クリスチャン大学 |
| 171      | ボルチモア・レイブンズ                 | デイレン・ヘイズ             | DE         | ノートルダム大学           |
| 172      | サンフランシスコ・フォーティナイナーズ | ディオモンドアー・レノアー   | CB         | オレゴン大学               |
| 173      | グリーンベイ・パッカーズ               | テダレル・スレイトン         | DT         | フロリダ大学               |
| 174      | ロサンゼルス・ラムズ                   | アーネスト・ブラウン4世      | DE         | ノースウェスタン大学       |
| 175      | ニューヨーク・ジェッツ                 | ジェイソン・ピノック         | CB         | ピッツバーグ大学           |
| 176      | タンパベイ・バッカニアーズ             | K・J・ブリット               | LB         | オーバーン大学             |
| 177*     | ニューイングランド・ペイトリオッツ     | キャメロン・マグローン       | LB         | ミシガン大学               |
| 178*     | グリーンベイ・パッカーズ               | シャマー・ジーン・チャールズ | CB         | アパラチアン州立大学       |
| 179*     | ダラス・カウボーイズ                   | シミ・フェホコ               | WR         | スタンフォード大学         |
| 180*     | サンフランシスコ・フォーティナイナーズ | タラノア・フファンガ         | S          | USC                        |
| 181*     | カンザスシティ・チーフス               | コーネル・パウエル           | WR         | クレムゾン大学             |
| 182*     | アトランタ・ファルコンズ               | アデトクンボ・オグンデジ     | DE         | ノートルダム大学           |
| 183*     | アトランタ・ファルコンズ               | エイベリー・ウィリアムズ     | CB         | ボイシ州立大学             |
| 184*     | ボルチモア・レイブンズ                 | ベン・メイソン               | FB         | ミシガン大学               |

### 6巡指名選手
| 指名順位 | チーム                                 | 選手名                       | ポジション | 出身大学                 |
| 185      | ロサンゼルス・チャージャーズ           | ニック・ニーマン             | LB         | アイオワ大学             |
| 186      | ニューヨーク・ジェッツ                 | ハムサ・ナズリルディーン     | S          | フロリダ州立大学         |
| 187      | アトランタ・ファルコンズ               | フランク・ダービー           | WR         | アリゾナ州立大学         |
| 188      | ニューイングランド・ペイトリオッツ     | ジョシュア・ブレッドソー     | S          | ミズーリ大学             |
| 189      | フィラデルフィア・イーグルス           | マーロン・トゥイプロトゥ     | DT         | USC                      |
| 190      | シンシナティ・ベンガルズ               | トリー・ヒル                 | C          | ジョージア大学           |
| 191      | フィラデルフィア・イーグルス           | タロン・ジャクソン           | DE         | コースタルカロライナ大学 |
| 192      | ダラス・カウボーイズ                   | クイントン・ボハナ           | DT         | ケンタッキー大学         |
| 193      | カロライナ・パンサーズ                 | ディオンテ・ブラウン         | OG         | アラバマ大学             |
| 194      | サンフランシスコ・フォーティナイナーズ | イライジャ・ミッチェル       | RB         | ルイジアナ大学           |
| 195      | ヒューストン・テキサンズ               | ロイ・ロペス                 | DT         | アリゾナ大学             |
| 196      | ニューヨーク・ジャイアンツ             | ゲイリー・ブライトウェル     | RB         | アリゾナ大学             |
| 197      | ニューイングランド・ペイトリオッツ     | ウィリアム・シャーマン       | OT         | コロラド大学             |
| 198      | ロサンゼルス・チャージャーズ           | ラリー・ラウンツリー         | RB         | ミズーリ大学             |
| 199      | ミネソタ・バイキングス                 | ジェイレン・トゥワイマン     | DT         | ピッツバーグ大学         |
| 200      | ニューヨーク・ジェッツ                 | ブランディン・エコールス     | CB         | ケンタッキー大学         |
| 201      | ニューヨーク・ジャイアンツ             | ロダリアス・ウィリアムズ     | CB         | オクラホマ州立大学       |
| 202      | シンシナティ・ベンガルズ               | クリス・エバンズ             | RB         | ミシガン大学             |
| 203      | バッファロー・ビルズ                   | マーキース・スティーブンソン | WR         | ヒューストン大学         |
| 204      | カロライナ・パンサーズ                 | シー・スミス                 | WR         | サウスカロライナ大学     |
| 205      | テネシー・タイタンズ                   | レイシー・マクマス           | WR         | LSU                      |
| 206      | ニューオーリンズ・セインツ             | ランドン・ヤング             | OT         | ケンタッキー大学         |
| 207      | ニューヨーク・ジェッツ                 | ジョナサン・マーシャル       | DT         | アーカンソー大学         |
| 208      | シアトル・シーホークス                 | ストーン・フォーサイス       | OT         | フロリダ大学             |
| 209      | ジャクソンビル・ジャガーズ             | ジェイレン・キャンプ         | WR         | ジョージア工科大学       |
| 210      | アリゾナ・カージナルス                 | ヴィクター・ティムジーケー   | DE         | デューク大学             |
| 211      | クリーブランド・ブラウンズ             | デメトリック・フェルトン     | RB         | UCLA                     |
| 212      | バッファロー・ビルズ                   | ダマー・ハムリン             | S          | ピッツバーグ大学         |
| 213      | バッファロー・ビルズ                   | ラチャド・ワイルドグース     | CB         | ウィスコンシン大学       |
| 214      | グリーンベイ・パッカーズ               | コール・バン・レネン         | OG         | ウィスコンシン大学       |
| 215      | テネシー・タイタンズ                   | ブレイディ・ブリーズ         | S          | オレゴン大学             |
| 216      | ピッツバーグ・スティーラーズ           | クインシー・ロシュ           | DE         | マイアミ大学             |
| 217*     | シカゴ・ベアーズ                       | カリル・ハーバート           | RB         | バージニア工科大学       |
| 218*     | インディアナポリス・コルツ             | サム・エリンガー             | QB         | テキサス大学             |
| 219*     | デンバー・ブロンコス                   | セス・ウィリアムズ           | WR         | オーバーン大学           |
| 220*     | グリーンベイ・パッカーズ               | アイザイア・マクダフィー     | LB         | ボストンカレッジ         |
| 221*     | シカゴ・ベアーズ                       | ダズ・ニューサム             | WR         | ノースカロライナ大学     |
| 222*     | カロライナ・パンサーズ                 | トーマス・フレッチャー       | LS         | アラバマ大学             |
| 223*     | アリゾナ・カージナルス                 | タイ・ゴーワン               | CB         | セントラルフロリダ大学   |
| 224*     | フィラデルフィア・イーグルス           | ジャコビー・スティーブンス   | S          | LSU                      |
| 225*     | ワシントン・フットボールチーム         | カマロン・チーズマン         | LS         | ミシガン大学             |
| 226*     | カンザスシティ・チーフス               | トリー・スミス               | OG         | テネシー大学             |
| 227*     | ダラス・カウボーイズ                   | イスラエル・ムクアム         | CB         | サウスカロライナ大学     |
| 228*     | シカゴ・ベアーズ                       | トーマス・グラハム・ジュニア | CB         | オレゴン大学             |

### 7巡指名選手
| 指名順位 | チーム                             | 選手名                                               | ポジション                                           | 出身大学                                             |
| 229      | インディアナポリス・コルツ         | マイク・ストラチャン                                 | WR                                                   | チャールストン大学                                   |
| 230      | ラスベガス・レイダース             | ジミー・モリジー                                     | C                                                    | ピッツバーグ大学                                     |
| 231      | マイアミ・ドルフィンズ             | ラーネル・コールマン                                 | OT                                                   | マサチューセッツ大学アマースト校                     |
| 232      | カロライナ・パンサーズ             | フィル・ホスキンス                                   | DT                                                   | ケンタッキー大学                                     |
| 233      | ロサンゼルス・ラムズ               | ジェイク・ファンク                                   | RB                                                   | メリーランド大学                                     |
| 234      | フィラデルフィア・イーグルス       | パトリック・ジョンソン                               | DE                                                   | テュレーン大学                                       |
| 235      | シンシナティ・ベンガルズ           | ワイヤット・フーバート                               | DE                                                   | カンザス州立大学                                     |
| 236      | バッファロー・ビルズ               | ジャック・アンダーソン                               | OG                                                   | テキサス工科大学                                     |
| 237      | デンバー・ブロンコス               | カリー・ビンセント・ジュニア                         | CB                                                   | LSU                                                  |
| 238      | ダラス・カウボーイズ               | マット・ファーニオク                                 | OG                                                   | ネブラスカ大学                                       |
| 239      | デンバー・ブロンコス               | ジョナソン・クーパー                                 | DE                                                   | オハイオ州立大学                                     |
| 240      | ワシントン・フットボールチーム     | ウィリアム・ブラッドリー＝キング                     | DE                                                   | ベイラー大学                                         |
| 241      | ロサンゼルス・チャージャーズ       | マーク・ウェブ                                       | S                                                    | ジョージア大学                                       |
|          | ミネソタ・バイキングス             | 2019年にサラリーキャップをオーバーしたため指名権没収 | 2019年にサラリーキャップをオーバーしたため指名権没収 | 2019年にサラリーキャップをオーバーしたため指名権没収 |
| 242      | ニューイングランド・ペイトリオッツ | トレ・ニクソン                                       | WR                                                   | セントラルフロリダ大学                               |
| 243      | アリゾナ・カージナルス             | ジェームズ・ウィギンズ                               | S                                                    | シンシナティ大学                                     |
| 244      | マイアミ・ドルフィンズ             | ジェリド・ドークス                                   | RB                                                   | シンシナティ大学                                     |
| 245      | ピッツバーグ・スティーラーズ       | トレ・ノーウッド                                     | CB                                                   | オクラホマ大学                                       |
| 246      | ワシントン・フットボールチーム     | シェイク・トニー                                     | DE                                                   | ペンシルベニア州立大学                               |
| 247      | アリゾナ・カージナルス             | マイケル・メネット                                   | C                                                    | ペンシルベニア州立大学                               |
| 248      | インディアナポリス・コルツ         | ウィル・フライズ                                     | OG                                                   | ペンシルベニア州立大学                               |
| 249      | ロサンゼルス・ラムズ               | ベン・ショーロニク                                   | WR                                                   | ノートルダム大学                                     |
| 250      | シカゴ・ベアーズ                   | キルス・トンガ                                       | DT                                                   | BYU                                                  |
| 251      | タンパベイ・バッカニアーズ         | クリス・ウィルコックス                               | CB                                                   | BYU                                                  |
| 252      | ロサンゼルス・ラムズ               | クリス・ギャレット                                   | LB                                                   | コンコルディア大学セントポール校                     |
| 253      | デンバー・ブロンコス               | マーキス・スペンサー                                 | DE                                                   | ミシシッピ州立大学                                   |
| 254      | ピッツバーグ・スティーラーズ       | プレスリー・ハービン                                 | P                                                    | ジョージア工科大学                                   |
| 255      | ニューオーリンズ・セインツ         | カワーン・ベイカー                                   | WR                                                   | 南アラバマ大学                                       |
| 256      | グリーンベイ・パッカーズ           | カイリン・ヒル                                       | RB                                                   | ミシシッピ州立大学                                   |
| 257      | デトロイト・ライオンズ             | ジャーマー・ジェファーソン                           | RB                                                   | オレゴン州立大学                                     |
| 258      | ワシントン・フットボールチーム     | ダックス・ミルン                                     | WR                                                   | ブリガムヤング大学                                   |
| 259      | タンパベイ・バッカニアーズ         | グラント・スチュワード                               | LB                                                   | ヒューストン大学                                     |

### ドラフト外入団の主な選手
| チーム                         | 選手名                 | ポジション | 出身大学             |
| デンバー・ブロンコス           | アダム・プレンティス   | FB         | サウスカロライナ大学 |
| デトロイト・ライオンズ         | トミー・クレイマー     | OG         | ノートルダム大学     |
| デトロイト・ライオンズ         | ジェリー・ジェイコブス | CB         | アーカンソー大学     |
| デトロイト・ライオンズ         | A・J・パーカー         | CB         | カンザス州立大学     |
| ミネソタ・バイキングス         | ライリー・パターソン   | K          | メンフィス大学       |
| シアトル・シーホークス         | ジェイク・カーハン     | OT         | カリフォルニア大学   |
| テネシー・タイタンズ           | ナクアン・ジョーンズ   | NT         | ミシガン州立大学     |
| ワシントン・フットボールチーム | ジャレット・パターソン | RB         | バッファロー大学     |